# Гексэтидин
Гексэтиди́н (в старых источниках Гексетидин) — антисептический лекарственный препарат в виде раствора или аэрозоля для местного применения.

## Фармакологическое действие
Противомикробное действие препарата связано с подавлением окислительных реакций метаболизма бактерий (антагонист тиамина). Препарат обладает широким спектром антибактериального и противогрибкового действия, в частности в отношении грамположительных бактерий и грибов рода Candida, однако препарат может также оказывать эффект при лечении инфекций, вызванных, например, Pseudomonas aeruginosa или Proteus. В концентрации 100 мг/мл препарат подавляет большинство штаммов бактерий. Развитие устойчивости не наблюдалось. Оказывает слабое анестезирующее действие на слизистую оболочку.

## Фармакокинетика
Гексэтидин очень хорошо адгезируется на слизистой оболочке и практически не всасывается. После однократного применения действующего вещества его следы обнаруживают на слизистой дёсен в течение 65 часов. В бляшках на зубах активные концентрации сохраняются в течение 10 — 14 часов после применения.

## Показания

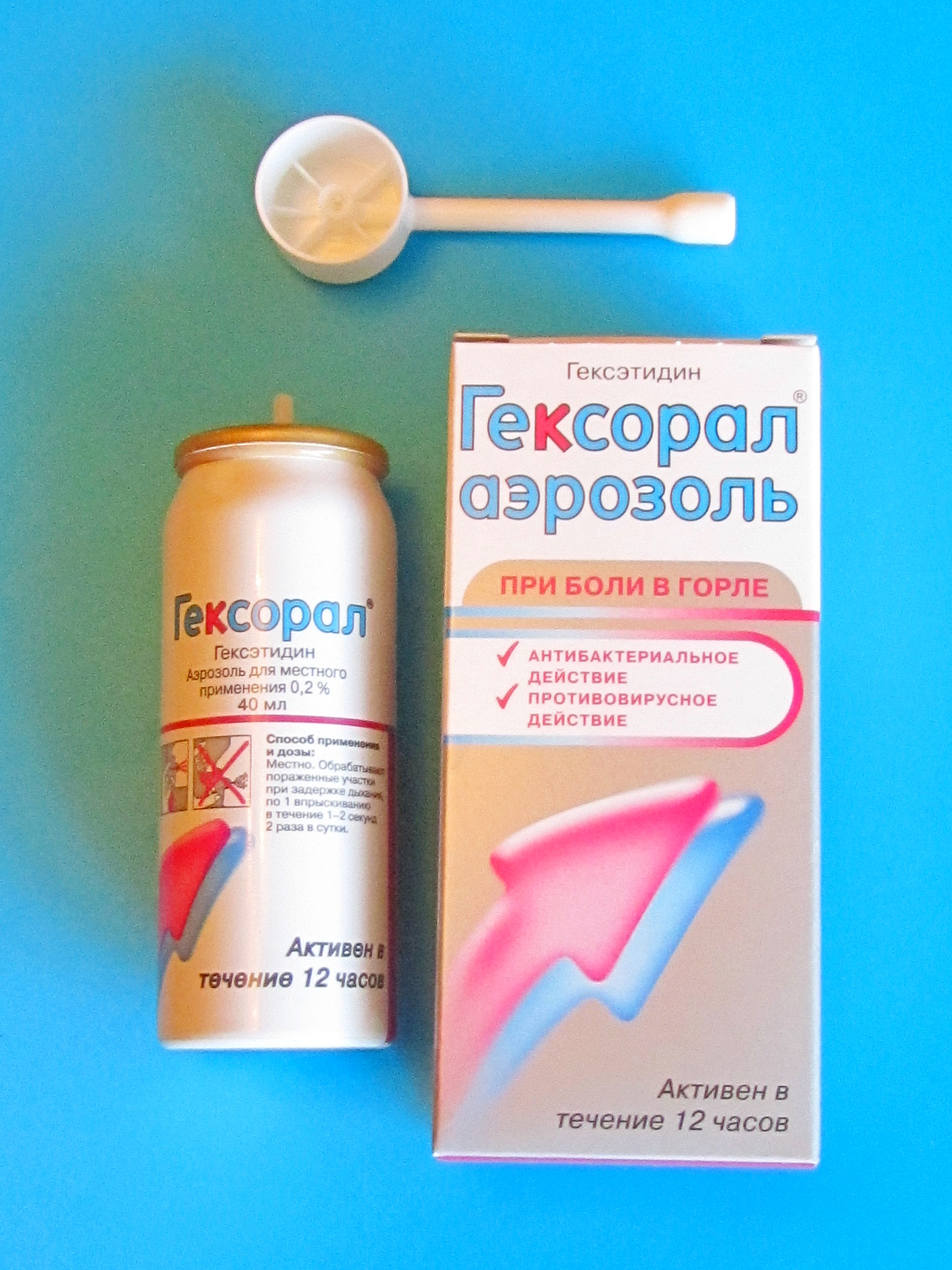
Гексорал

- Воспалительные и инфекционные, а также тяжёлые лихорадочные или гнойные заболевания полости рта и глотки, требующие назначения антибиотиков и сульфаниламидов, тонзиллит;
- aнгина (в том числе с поражением боковых валиков, ангина Плаут-Винцента);
- фарингит;
- гингивит и кровоточивость дёсен;
- заболевания периодонта и их симптомы;
- стоматит;
- инфицирование лунок зубов после их удаления;
- грибковые инфекции полости рта и глотки (молочница);
- неприятный запах изо рта, в частности при разрушающихся опухолях полости рта и глотки;
- простудные заболевания (как вспомогательное средство).